# Grand Hotel de France

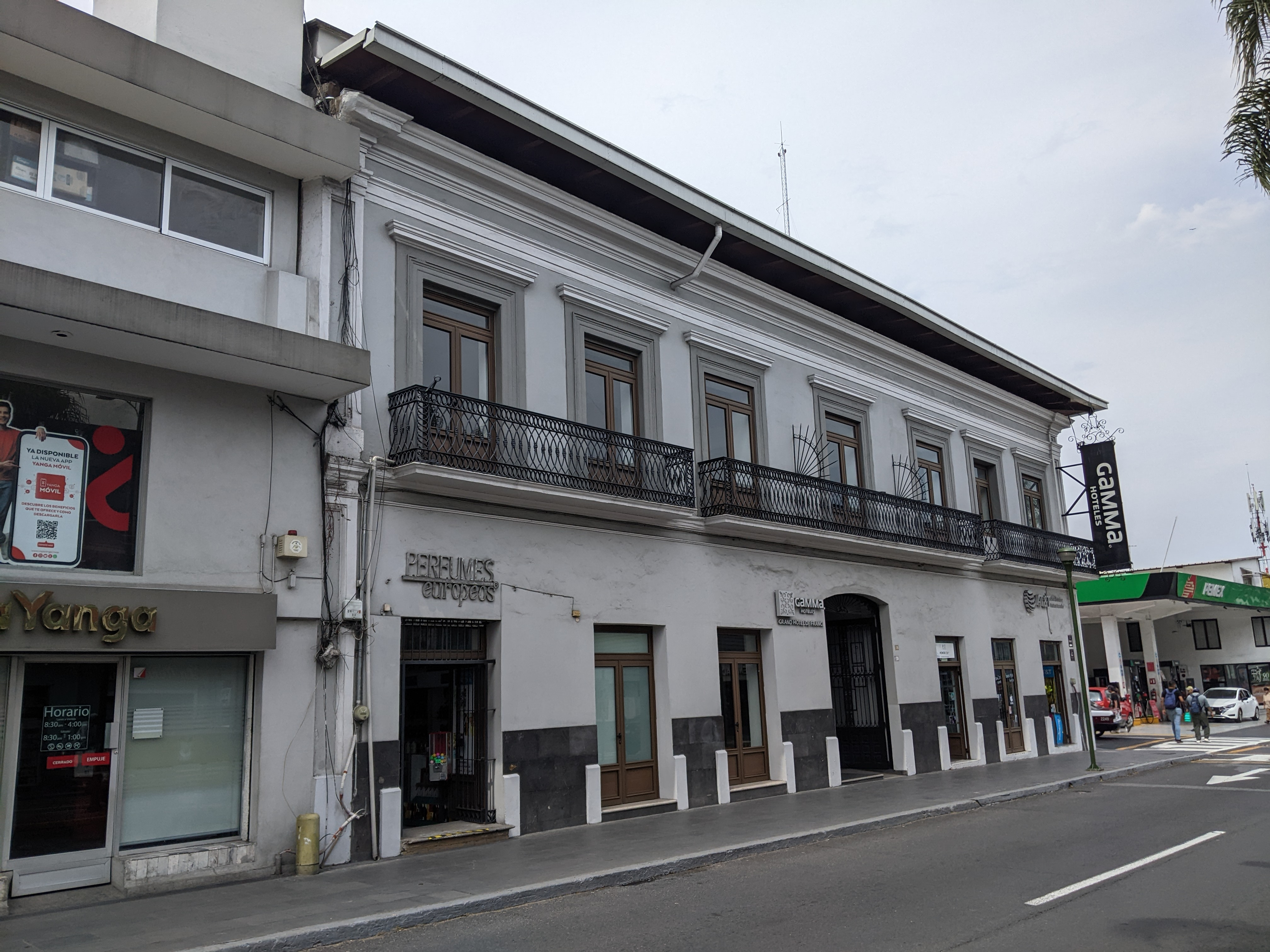
Blick von der calle Oriente 6 auf das Gamma Orizaba Grand Hotel de France

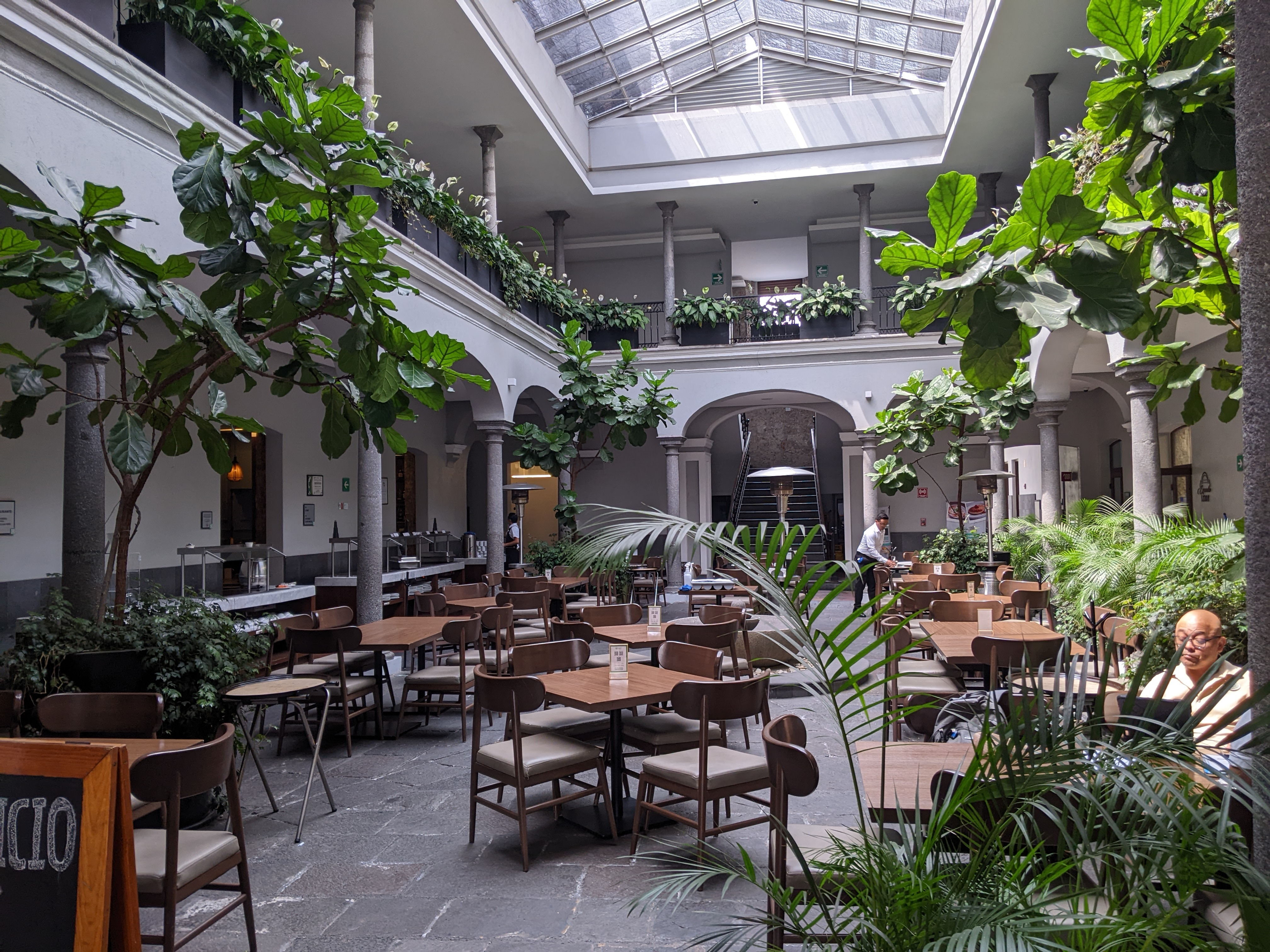
Blick vom Hoteleingang in das Restaurant Leroy

Das Grand Hotel de France (heute mit der Bezeichnung Gamma Orizaba Grand Hotel de France) ist ein traditionsreiches und geschichtsträchtiges Hotel in der Stadt Orizaba im mexikanischen Bundesstaat Veracruz. Es wurde Ende des 19. Jahrhunderts von dem Pariser Koch Luis Leroy gegründet, nach dem heute das hoteleigene Restaurant Leroy benannt ist.

## Geschichte
Von den ehemals führenden Hotels der Stadt hat nur das Grand Hotel de France an der Zusammenkunft der Straßen Avenida Oriente 6 und Calle Sur 5 überlebt. In den frühen Jahren seines Bestehens nächtigten viele vornehme Gäste aus Europa in dem Hotel, das zur besseren Verständigung einen Angestellten beschäftigte, der sieben Sprachen sprach.
Auf einem seiner Balkons hielt 1910 der spätere mexikanische Präsident Francisco Madero eine Rede, in der er unter anderem die blutige Niederschlagung des Streiks von Río Blanco aus dem Jahr 1907 anprangerte.